# Légende du soldat transporté

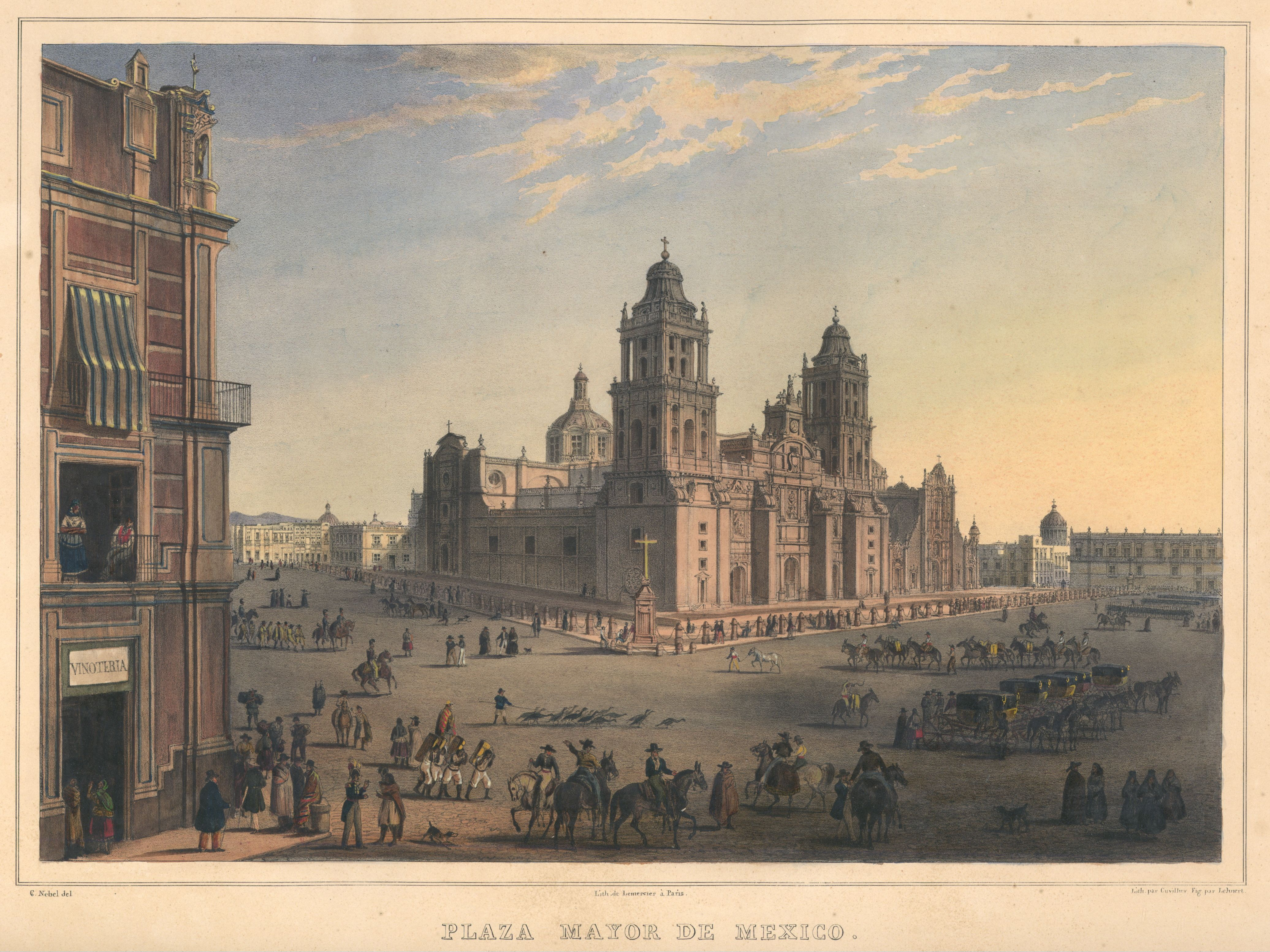
La Plaza Mayor, où le soldat serait apparu en 1593, représentée en 1836.

La légende du soldat transporté fait référence à l'histoire d'un soldat de l'Empire espagnol (nommé Gil Pérez dans une version de 1908) qui, en octobre 1593, a été mystérieusement transporté de Manille aux Philippines à la Plaza Mayor (aujourd'hui le Zócalo) à Mexico. L'affirmation du soldat comme étant venu des Philippines n'a pas été crue par les Mexicains jusqu'à ce que son récit de l'assassinat de Gómez Pérez Dasmariñas soit corroboré des mois plus tard par les passagers d'un navire qui avait traversé l'océan Pacifique avec la nouvelle. Le folkloriste Thomas Allibone Janvier en 1908 a décrit la légende comme « courante parmi toutes les classes de la population de la ville de Mexico ». 

## Récit
Le 24 octobre 1593, le soldat gardait le Palacio del Gobernador à Manille dans la capitainerie générale des Philippines. La nuit précédente, le gouverneur Gómez Pérez Dasmariñas avait été assassiné par des pirates chinois, mais les gardes gardaient toujours le palais et attendaient la nomination d'un nouveau gouverneur. Le soldat a commencé à se sentir étourdi et épuisé. Il s'appuya contre le mur et se reposa un moment les yeux fermés.
Lorsqu'il ouvrit les yeux quelques secondes plus tard, il se retrouva à Mexico, dans la vice-royauté du Mexique, à des milliers de kilomètres de l'autre côté de l'océan. Certains gardes l'ont trouvé dans le mauvais uniforme et ont commencé à se demander qui il était. La nouvelle de l'assassinat du gouverneur des Philippines était encore inconnue des habitants de Mexico. Le soldat transporté porterait l'uniforme des gardes du palais à Manille et était au courant de sa mort. (En fait, Pérez Dasmariñas a été tué en mer à une certaine distance de Manille.)
Les autorités l'ont placé en prison pour déserteur et accusé d'être un serviteur du diable. Des mois plus tard, la nouvelle de la mort du gouverneur est arrivée au Mexique sur un galion des Philippines. L'un des passagers a reconnu le soldat emprisonné et a déclaré qu'il l'avait vu aux Philippines un jour après la mort du gouverneur. Il a finalement été libéré de prison par les autorités et autorisé à rentrer chez lui.

## Développement
Thomas Allibone Janvier, un folkloriste américain vivant au Mexique, a raconté l'histoire en tant que Légende du spectre vivant dans l'édition de décembre 1908 du magazine Harper, nommant le soldat Gil Pérez. L'histoire faisait partie d'une série intitulée Legends of the City of Mexico publiée dans un volume collecté en 1910. Janvier note que des motifs similaires sont courants dans le folklore.  Les contes de l'Alhambra de Washington Irving comprennent l'histoire nommée « Le gouverneur Manco et le soldat », qui présente des similitudes avec la légende,.
Le récit de Janvier 1908 était basé sur une version espagnole du folkloriste mexicain Luis González Obregón, publié dans sa collection México viejo: noticias históricas, tradiciones, leyendas y costumbres (« Vieux Mexique : notes historiques, folklore, légendes et coutumes ») sous le titre Un aparecido (« Une apparition »). Il retrace l'histoire sur un récit de 1698 de Fray Gaspar de San Agustín, qui raconte l'histoire comme un fait ; San Agustin ne nomme pas le soldat et attribue son transport à la sorcellerie.
Janvier dit qu'Obregón affirme qu'en 1609, Antonio de Morga avait écrit que la mort de Pérez Dasmariñas était connue au Mexique le même jour, bien que de Morga n'explique pas comment cela s'est produit,. José Rizal note de nombreuses autres histoires miraculeuses des Philippines espagnoles de l'époque ; Luis Weckmann fait la même remarque à propos du Mexique espagnol. Une collection de 1936, Historias de vivos y muertos (« Histoires des vivants et des morts ») par le successeur d'Obregón, Artemio de Valle Arizpe, inclut une version de l'histoire intitulée Por el aire vino, por la mar se fue (« Il est venu par voie des airs, il est parti par mer »).
Plusieurs écrivains ont imaginé des explications paranormales à l'histoire. Morris K. Jessup et Brinsley Le Poer Trench, 8e comte de Clancarty, suggèrent un enlèvement extraterrestre, tandis que Colin Wilson et Gary Blackwood suggèrent la téléportation.